# Liez (Vendée)
Pour les articles homonymes, voir Liez.
Liez est une commune française située dans le département de la Vendée, en région Pays de la Loire.

## Géographie
Le territoire municipal de Liez s'étend sur 848 hectares. L'altitude moyenne de la commune est de 7 mètres, avec des niveaux fluctuant entre 1 et 15 mètres,.
| Saint-Pierre-le-Vieux |                 | Bouillé-Courdault |
| Maillezais            | Liez            |                   |
|                       | Saint-Sigismont | Benet             |

### Climat
Pour des articles plus généraux, voir Climat des Pays de la Loire et Climat de la Vendée.
En 2010, le climat de la commune est de type climat océanique franc, selon une étude du CNRS s'appuyant sur une série de données couvrant la période 1971-2000. En 2020, Météo-France publie une typologie des climats de la France métropolitaine dans laquelle la commune est exposée à un climat océanique et est dans la région climatique  Poitou-Charentes, caractérisée par un bon ensoleillement, particulièrement en été et des vents modérés. 
Pour la période 1971-2000, la température annuelle moyenne est de 12,1 °C, avec une amplitude thermique annuelle de 14,3 °C. Le cumul annuel moyen de précipitations est de 782 mm, avec 12,1 jours de précipitations en janvier et 6,6 jours en juillet. Pour la période 1991-2020, la température moyenne annuelle observée sur la station météorologique de Météo-France la plus proche, « Prin-Deyrancon », sur la commune de Prin-Deyrançon à 17 km à vol d'oiseau, est de 12,9 °C et le cumul annuel moyen de précipitations est de 837,0 mm,. Pour l'avenir, les paramètres climatiques de la commune estimés pour 2050 selon différents scénarios d'émission de gaz à effet de serre sont consultables sur un site dédié publié par Météo-France en novembre 2022.

## Urbanisme

### Typologie
Au 1er janvier 2024, Liez est catégorisée commune rurale à habitat dispersé, selon la nouvelle grille communale de densité à sept niveaux définie par l'Insee en 2022.
Elle est située hors unité urbaine. Par ailleurs la commune fait partie de l'aire d'attraction de Niort, dont elle est une commune de la couronne,. Cette aire, qui regroupe 91 communes, est catégorisée dans les aires de 50 000 à moins de 200 000 habitants,.

### Occupation des sols
L'occupation des sols de la commune, telle qu'elle ressort de la base de données européenne d’occupation biophysique des sols Corine Land Cover (CLC), est marquée par l'importance des territoires agricoles (100 % en 2018), une proportion identique à celle de 1990 (100 %). La répartition détaillée en 2018 est la suivante : 
terres arables (54,5 %), prairies (36,5 %), zones agricoles hétérogènes (9,1 %). L'évolution de l’occupation des sols de la commune et de ses infrastructures peut être observée sur les différentes représentations cartographiques du territoire : la carte de Cassini (XVIIIe siècle), la carte d'état-major (1820-1866) et les cartes ou photos aériennes de l'IGN pour la période actuelle (1950 à aujourd'hui).

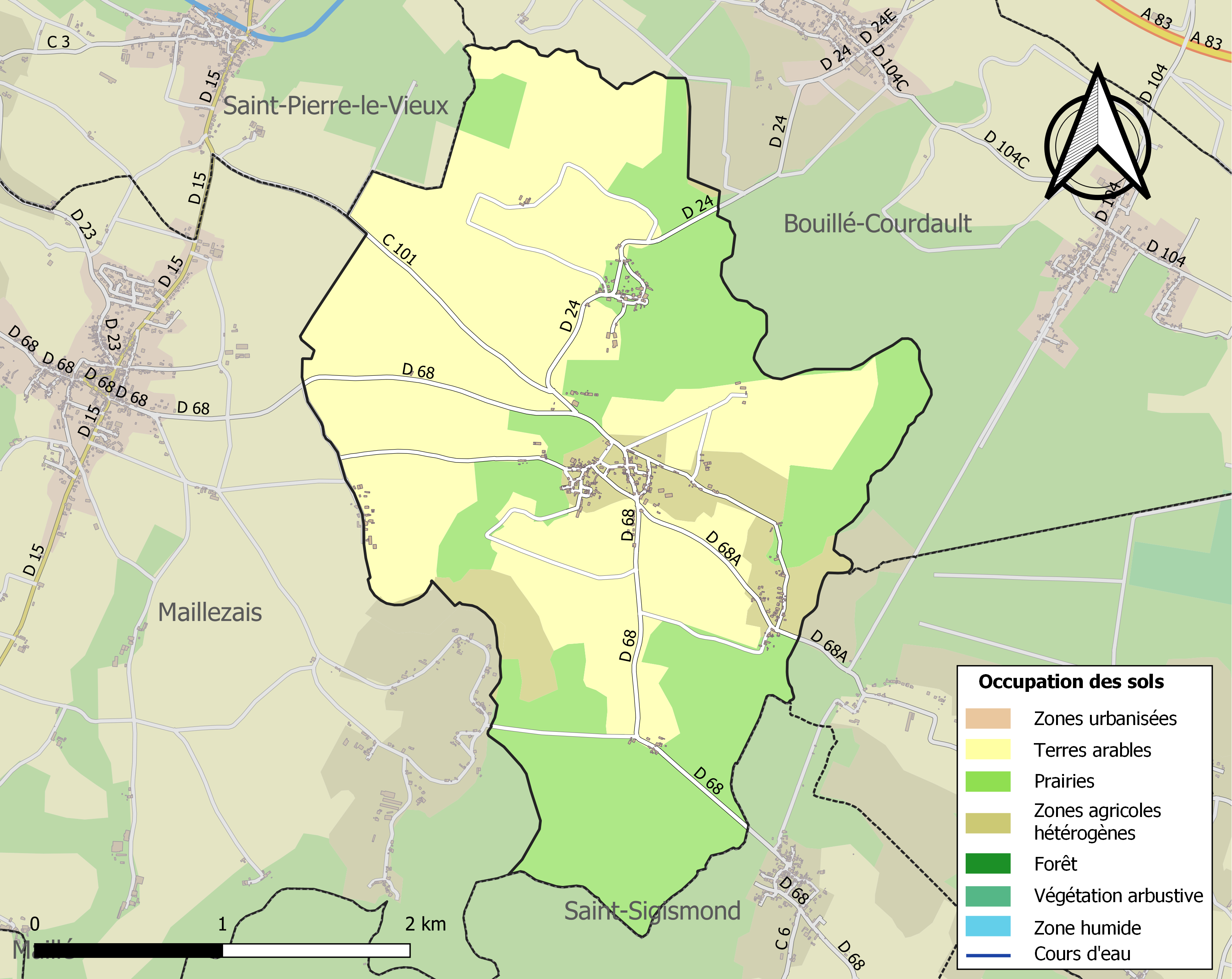
Carte des infrastructures et de l'occupation des sols de la commune en 2018 (CLC).

## Histoire
Liez, de l'ancien archiprêtré d'Ardin, est une petite commune du canton de Maillezais qui, d'après Lacurie (Histoire de Maillezais), devrait son origine à un moine italien qui vivait au commencement du XIe siècle. Ce moine ayant guéri d'une maladie violente le duc d'Aquitaine Guillaume V, demanda pour récompense la permission de bâtir dans l'île de Maillezais une chapelle et une cellule autour desquelles se seraient ensuite groupées plusieurs maisons.
La cure de Liez relevait de l'évêché de Maillezais auquel elle rapportait 400 livres. Il existait aussi dans l'église Notre-Dame de Liez une chapelle des Pallardy, à l'entretien de laquelle la famille des fondateurs allouait un revenu de 400 livres. Celles des Terres, placée sous le patronage du curé de Maillezais, valait 50 livres.
Lorsque l'Assemblée préliminaire des délégués des villes, bourgs et communautés du Bas-Poitou se réunit à Fontenay-le-Comte le 6 mars 1789 en vue des élections aux États Généraux, la paroisse de Liez, qui comptait alors 105 feux, nomma pour la représenter à cette Assemblée Louis Thibaudeau, syndic et Pierre Ristor. (Archives de Fontenay, T. VI, pp. 49 à 74).

## Politique et administration

### Liste des maires

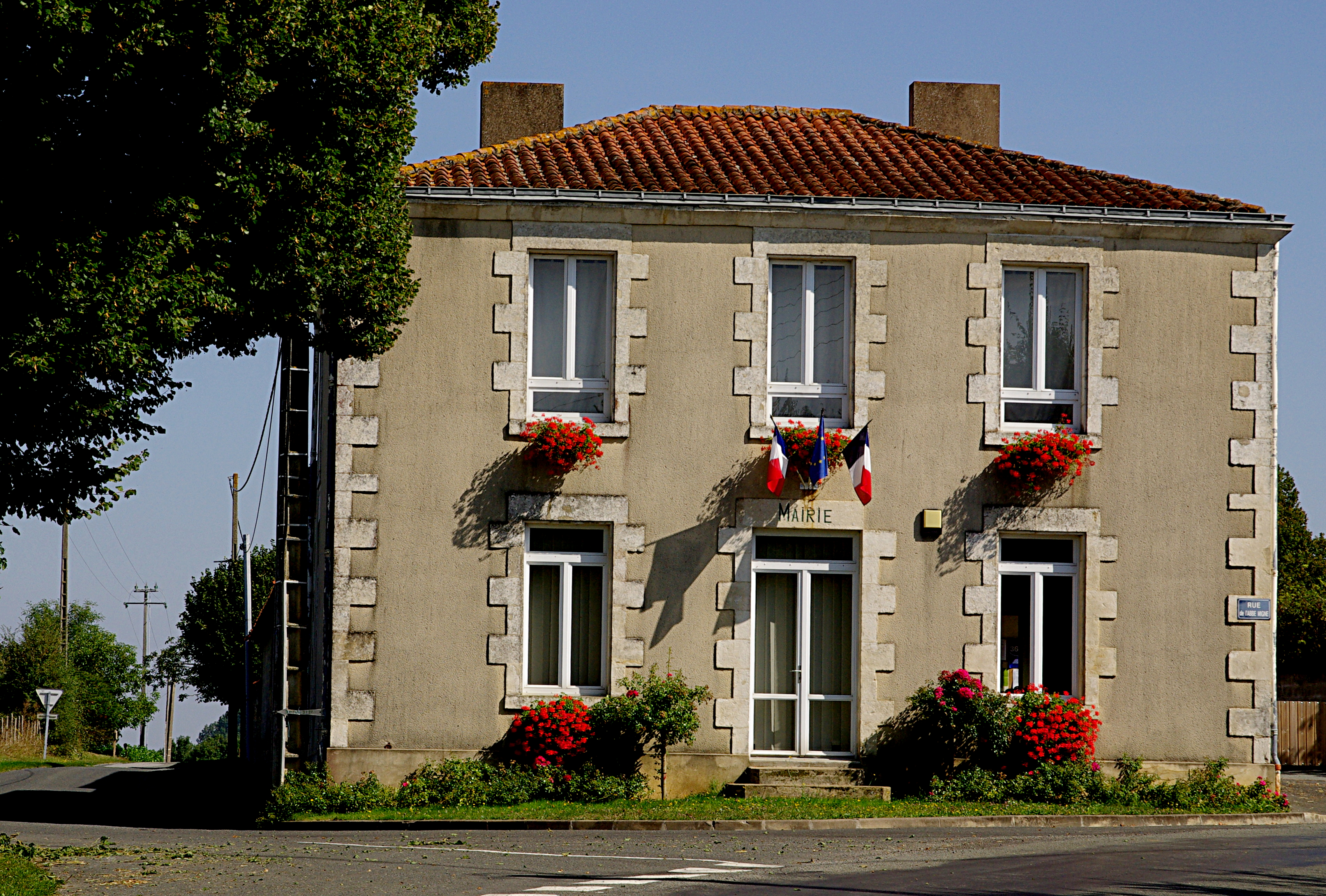
La mairie de Liez.

| Période                                  | Période     | Identité            | Étiquette | Qualité                       |
| ---------------------------------------- | ----------- | ------------------- | --------- | ----------------------------- |
| Les données manquantes sont à compléter. |             |                     |           |                               |
| avant 1977                               | mars 1983   | Victor Caquineau    |           |                               |
| mars 1983                                | juin 1995   | Jean-Jacques Aubert | DVG       | Agriculteur biologique        |
| juin 1995                                | mars 2001   | Yves-Jean Mignon    |           | Retraité de l'agroalimentaire |
| mars 2001                                | 31 mai 2020 | Philippe Grelier,   |           | Cadre bancaire retraité       |
| 31 mai 2020                              | En cours    | Adeline Pouplin     |           | Cheffe d’entreprise retraitée |

## Population et société

### Démographie

#### Évolution démographique
L'évolution du nombre d'habitants est connue à travers les recensements de la population effectués dans la commune depuis 1793. Pour les communes de moins de 10 000 habitants, une enquête de recensement portant sur toute la population est réalisée tous les cinq ans, les populations de référence des années intermédiaires étant quant à elles estimées par interpolation ou extrapolation. Pour la commune, le premier recensement exhaustif entrant dans le cadre du nouveau dispositif a été réalisé en 2007.

En 2022, la commune comptait 296 habitants, en évolution de +7,25 % par rapport à 2016 (Vendée : +5,33 %, France hors Mayotte : +2,11 %).
| 1793 | 1800 | 1806 | 1821 | 1831 | 1836 | 1841 | 1846 | 1851 |
| ---- | ---- | ---- | ---- | ---- | ---- | ---- | ---- | ---- |
| 506  | 551  | 538  | 554  | 617  | 616  | 655  | 612  | 647  |

| 1856 | 1861 | 1866 | 1872 | 1876 | 1881 | 1886 | 1891 | 1896 |
| ---- | ---- | ---- | ---- | ---- | ---- | ---- | ---- | ---- |
| 642  | 634  | 653  | 599  | 606  | 565  | 592  | 573  | 530  |

| 1901 | 1906 | 1911 | 1921 | 1926 | 1931 | 1936 | 1946 | 1954 |
| ---- | ---- | ---- | ---- | ---- | ---- | ---- | ---- | ---- |
| 478  | 452  | 451  | 396  | 377  | 350  | 341  | 293  | 323  |

| 1962 | 1968 | 1975 | 1982 | 1990 | 1999 | 2006 | 2007 | 2012 |
| ---- | ---- | ---- | ---- | ---- | ---- | ---- | ---- | ---- |
| 321  | 272  | 238  | 223  | 221  | 225  | 253  | 257  | 263  |

| 2017 | 2022 | - | - | - | - | - | - | - |
| ---- | ---- | - | - | - | - | - | - | - |
| 278  | 296  | - | - | - | - | - | - | - |

#### Pyramide des âges
En 2018, le taux de personnes d'un âge inférieur à 30 ans s'élève à 37,7 %, soit au-dessus de la moyenne départementale (31,6 %). À l'inverse, le taux de personnes d'âge supérieur à 60 ans est de 24,1 % la même année, alors qu'il est de 31,0 % au niveau départemental.
En 2018, la commune comptait 129 hommes pour 149 femmes, soit un taux de 53,60 % de femmes, largement supérieur au taux départemental (51,16 %).
Les pyramides des âges de la commune et du département s'établissent comme suit.
| Hommes | Classe d’âge | Femmes |
| ------ | ------------ | ------ |
| 0,0    | 90 ou +      | 0,0    |
| 3,9    | 75-89 ans    | 6,0    |
| 17,8   | 60-74 ans    | 20,1   |
| 19,4   | 45-59 ans    | 16,1   |
| 24,0   | 30-44 ans    | 17,4   |
| 11,6   | 15-29 ans    | 16,1   |
| 23,3   | 0-14 ans     | 24,2   |

| Hommes | Classe d’âge | Femmes |
| ------ | ------------ | ------ |
| 0,8    | 90 ou +      | 2,2    |
| 8,7    | 75-89 ans    | 11,1   |
| 20,3   | 60-74 ans    | 21,3   |
| 20     | 45-59 ans    | 19,4   |
| 17,5   | 30-44 ans    | 16,8   |
| 15     | 15-29 ans    | 13,2   |
| 17,7   | 0-14 ans     | 16,1   |

## Culture locale et patrimoine

### Lieux et monuments
- Église Notre-Dame de Liez, de style romano-gothique, inscrite en  1994 aux monuments historiques[21].

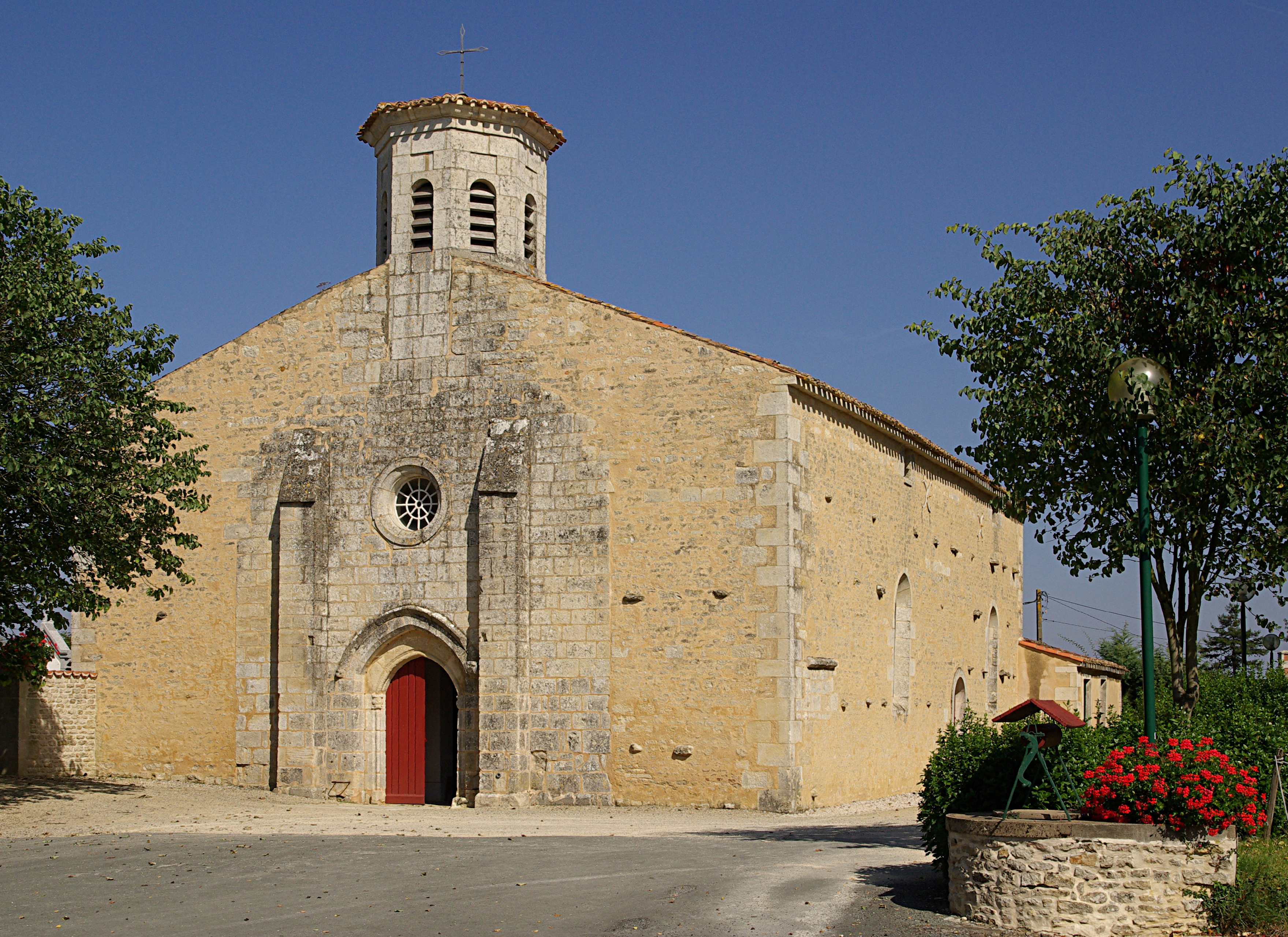
Notre-Dame de Liez.
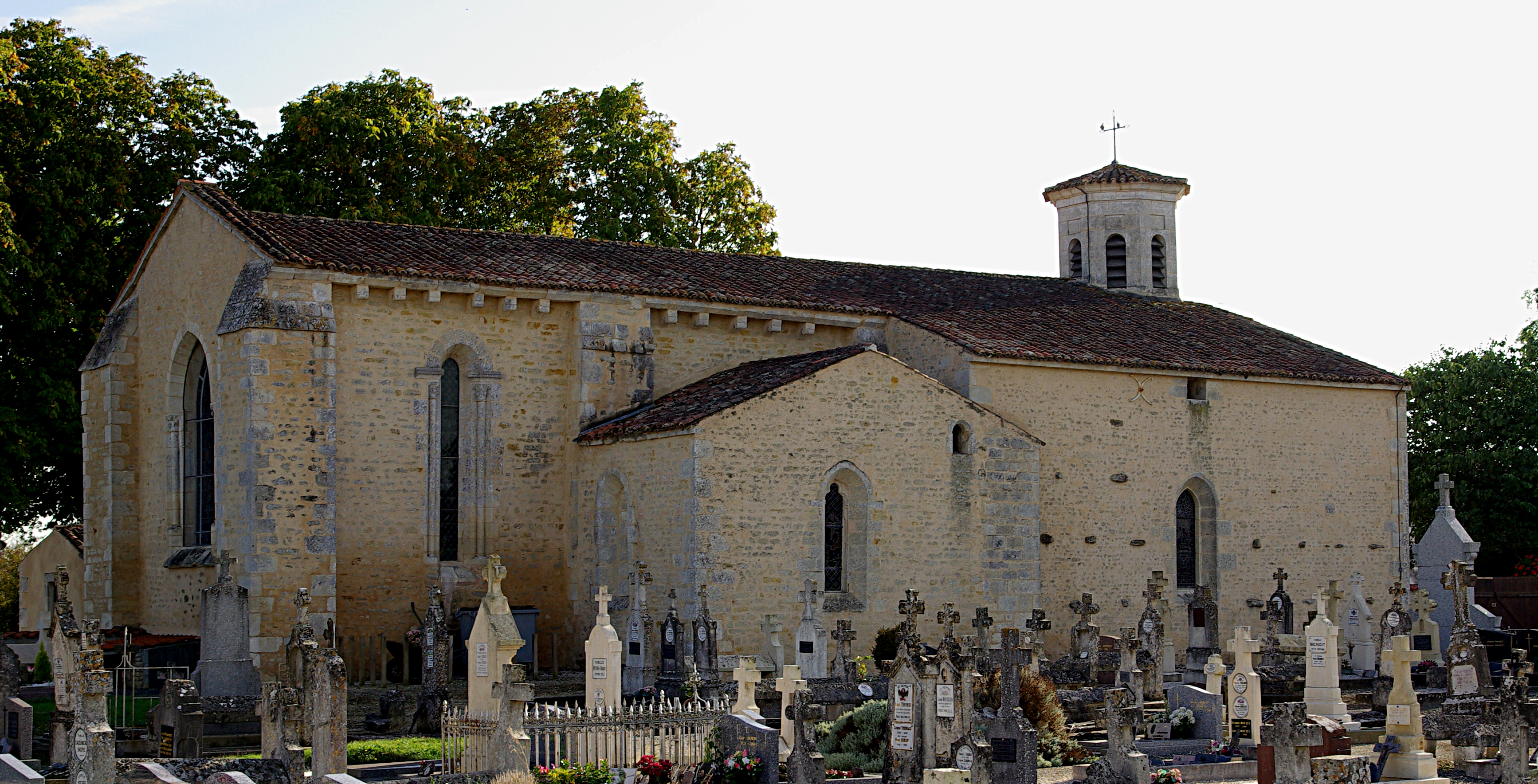
Autre vue ou l'on distingue l'ancienne chapelle.
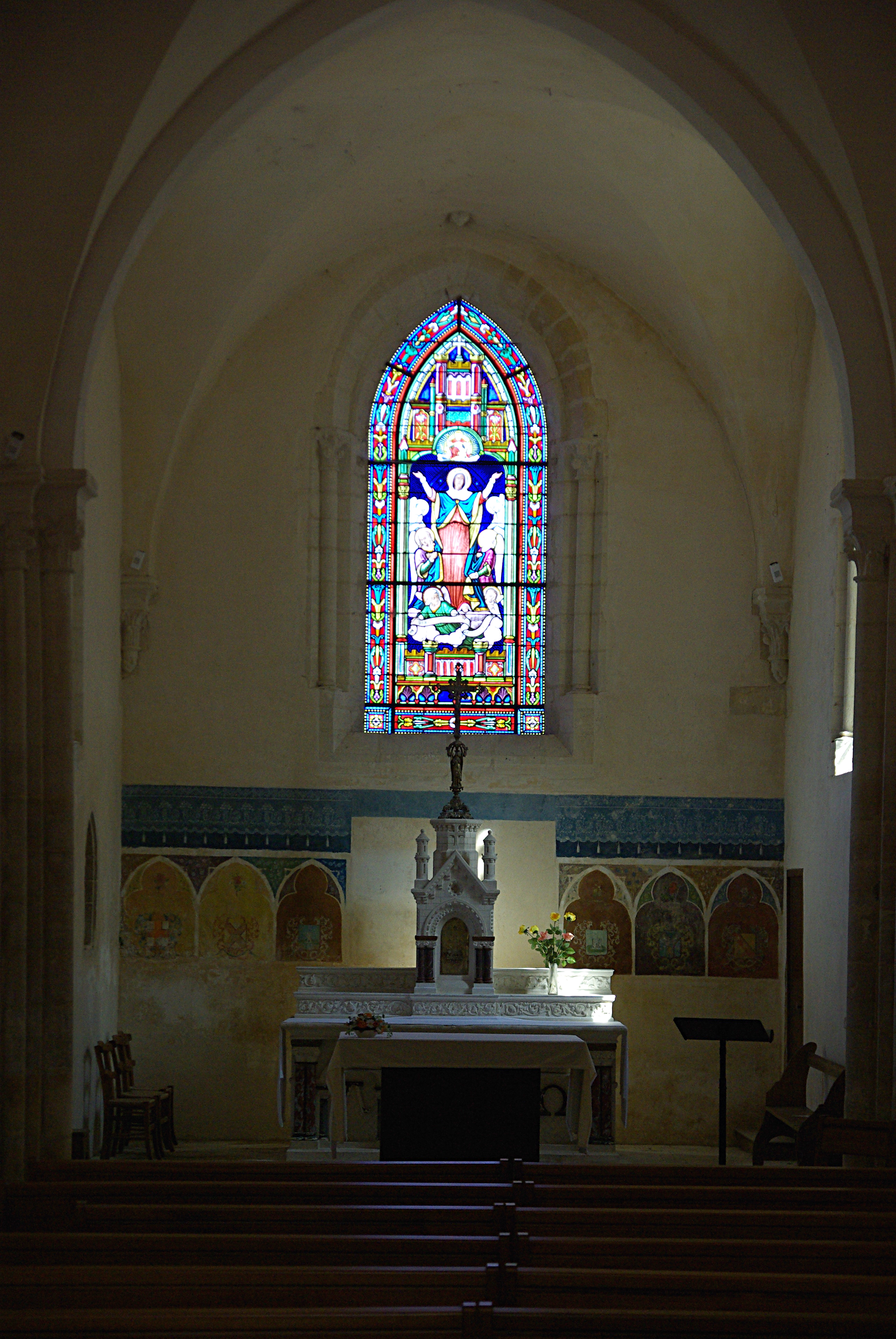
Le chœur.
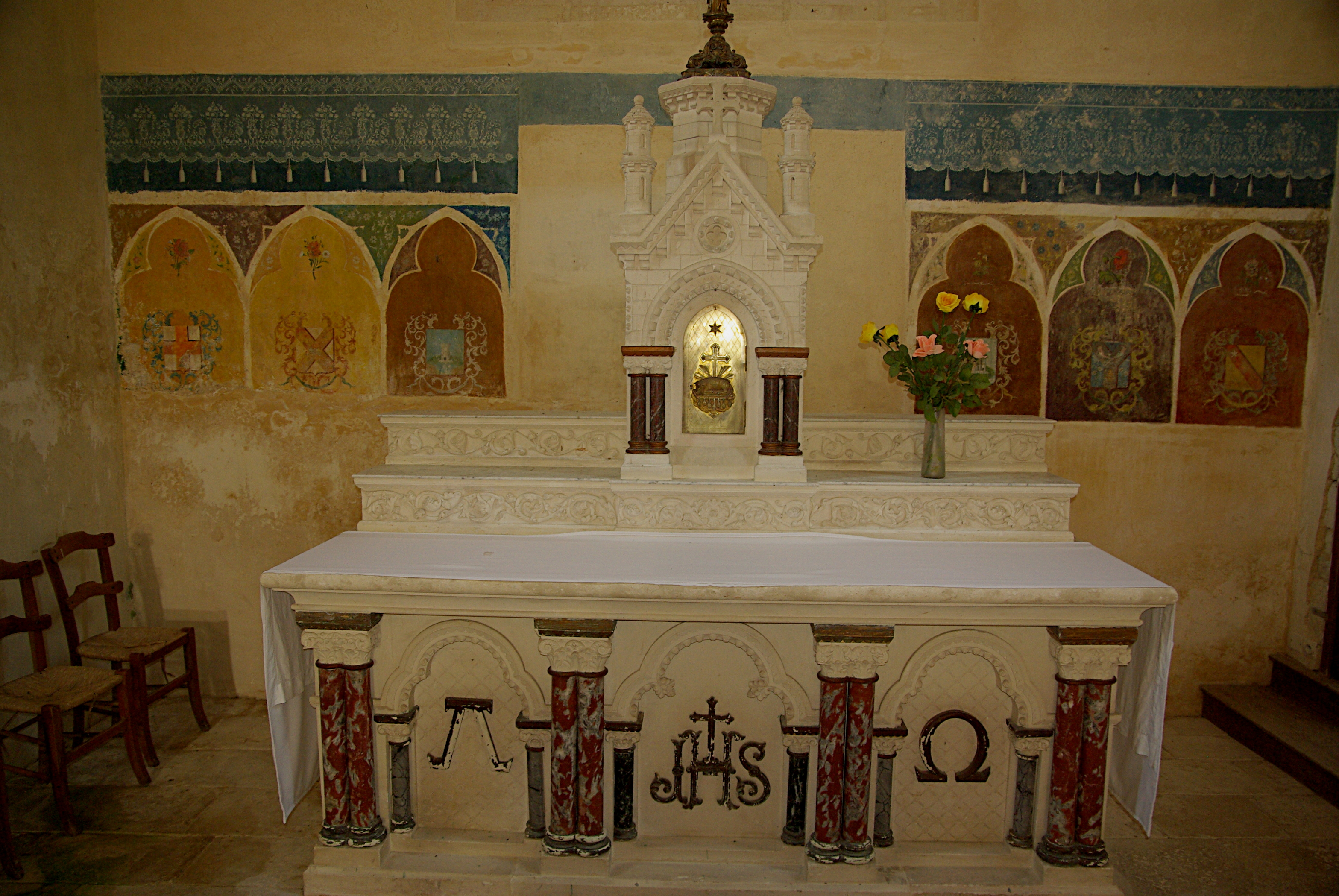
L'autel.

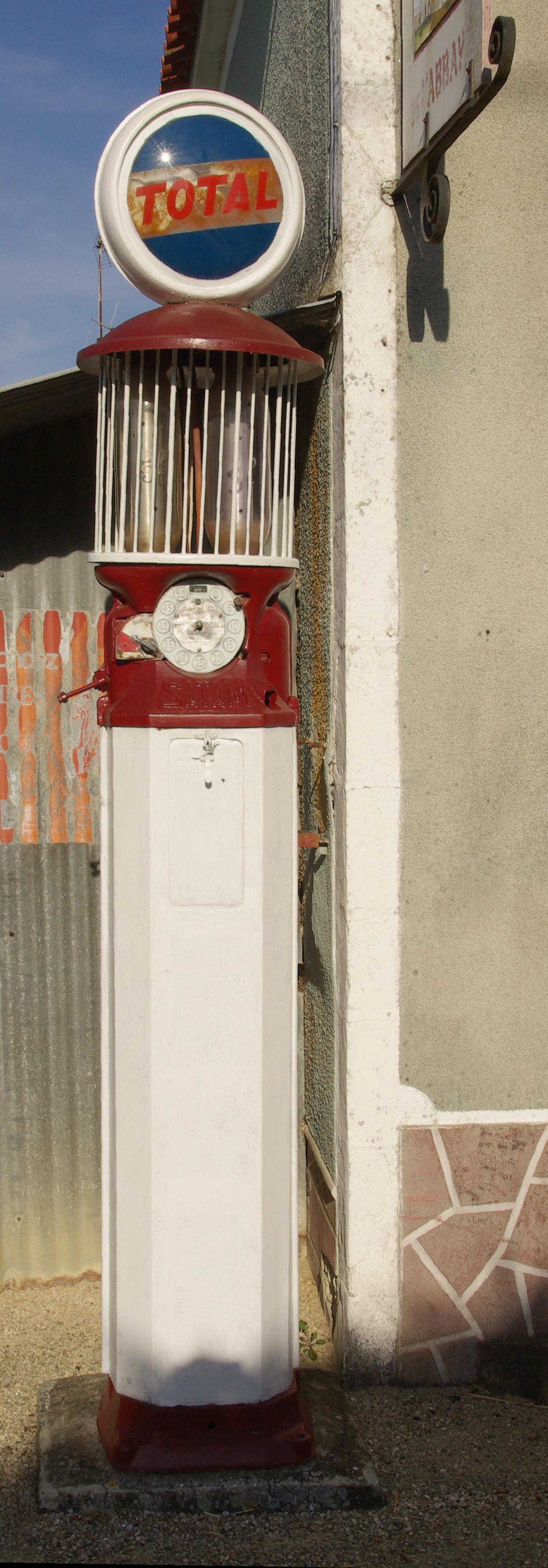
Ancienne pompe à essence de la commune.

### Personnalités liées à la commune
- Alain Métayer (1926-2010), sculpteur premier grand prix de Rome en 1953, repose au cimetière de Liez, près de Reine son épouse. Il résidait à Paris l'hiver et venait à Liez depuis 1983 le restant de l'année dans la maison qui lui venait de son père Louis, originaire de Liez.

### Héraldique
| Blason de Liez | Blason  | D'azur à un léopard d'or tenant dans sa dextre une lanterne du même. |
| Blason de Liez | Détails | Le statut officiel du blason reste à déterminer.                     |